# Мідногорський міський округ
Мідного́рський міський округ (рос. Медногорский городской округ) — міський округ у складі Оренбурзької області Російської Федерації.
Адміністративний центр — місто Мідногорськ.

## Історія
В радянські часи місто Мідногорськ отримало статус міста обласного підпорядкування. 2001 року до складу міської ради були включені Рокитянська селищна рада та Рисаєвська сільська рада. Пізніше Рокитянська селищна рада повністю увійшла до складу міста Мідногорськ. Станом на 2002 рік існували:
| Поселення                | Площа, км² | Населення, осіб (2002) | Населені пункти                                                     |
| ------------------------ | ---------- | ---------------------- | ------------------------------------------------------------------- |
| Мідногорська міська рада | -          | 31369                  | місто Мідногорськ                                                   |
| Рисаєвська сільська рада | -          | 2279                   | села Блява, Ідельбаєво, Кідрясово, Рисаєво, селища Блява, Блявтамак |

2004 року Мідногорська міська рада перетворена в Мідногорський міський округ, Рисаєвська сільська рада була ліквідована.

## Населення
Населення — 26325 осіб (2019; 29120 в 2010, 33648 у 2002).

## Населені пункти
| № | Населений пункт    | Населення, осіб (2002) | Населення, осіб (2010) |
| - | ------------------ | ---------------------- | ---------------------- |
| 1 | Блява, село        | 208                    | 133                    |
| 2 | Блява, селище      | 46                     | 18                     |
| 3 | Блявтамак, селище  | 1068                   | 946                    |
| 4 | Ідельбаєво, село   | 271                    | 202                    |
| 5 | Кідрясово, село    | 261                    | 210                    |
| 6 | Мідногорськ, місто | 31369                  | 27292                  |
| 7 | Рисаєво, село      | 425                    | 319                    |